# Kingsley Wood

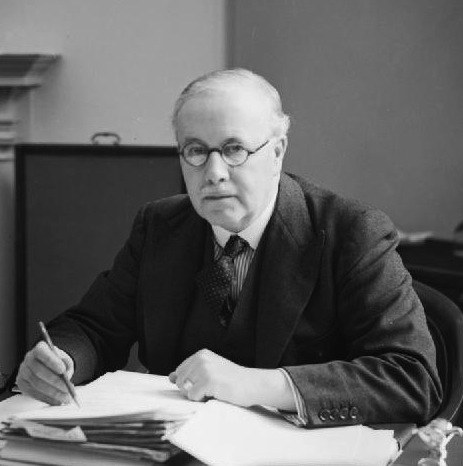
Sir Kingsley Wood (1940)

Sir Howard Kingsley Wood (* 19. August 1881 in London; † 21. September 1943) war ein britischer Politiker der Conservative Party, der bis zu seinem Tod 25 Jahre den Wahlkreis Woolwich West als Mitglied im House of Commons vertrat und mehrere Ministerämter bekleidete.

## Leben
Nach dem Schulbesuch studierte Wood Rechtswissenschaften und war nach Abschluss des Studiums als Solicitor tätig. Bei den Unterhauswahlen vom 14. Dezember 1918 wurde er als Kandidat der Conservative Party erstmals als Mitglied in das House of Commons gewählt und vertrat in diesem bis zu seinem Tod den Wahlkreis Woolwich West.
Bereits kurz nach seiner Wahl wurde er im Dezember 1918 Parlamentarischer Privatsekretär in der Regierung von Premierminister David Lloyd George und übte dieses Amt bis Oktober 1922 aus, wobei er 1919 als Knight Bachelor zum Ritter geschlagen wurde und fortan den Namenszusatz „Sir“ führte. Zwischen November 1924 und Juni 1929 war er Parlamentarischer Unterstaatssekretär in der Regierung von Premierminister Stanley Baldwin und übernahm dieses Amt auch wieder in der im August 1931 gebildeten Koalitionsregierung von Premierminister Ramsay MacDonald, der ihn kurz darauf zum Postminister (Postmaster General) berief. Dieses Amt hatte er bis zum Ende von MacDonalds Amtszeit im Juni 1935 inne.
Im Juni 1935 ernannte ihn Premierminister Baldwin zum Gesundheitsminister; dieses Amt hatte er auch in der nachfolgenden Regierung von Premierminister Neville Chamberlain inne. Im Zuge einer Kabinettsumbildung wurde er 1938 (bis 1940) Luftfahrtminister (Secretary of State for Air, Nachfolger von Viscount Swinton). Kurz nach Amtsantritt gab er bekannt, Großbritanniens „Air Expansion Scheme“ (Aufrüstung der Royal Air Force) revolutionieren zu wollen.
In seiner Funktion als Luftfahrtminister eröffnete er am 16. Juli 1938 den Flughafen London-Luton sowie am 20. Juli 1938 den Flughafen Exeter. Während dieser Zeit gehörte er neben Neville Chamberlain dem Cliveden Set an, einer aus Lord Halifax, Samuel Hoare, John Simon, Philip Kerr, Tom Jones, Ernest Brown, Lady Astor sowie Geoffrey Dawson, dem Chefredakteur der Times, bestehenden Gruppe an, die maßgeblich die Appeasement-Politik gegenüber den faschistischen Staaten betrieb.
Nach einer kurzen anschließenden Übernahme des Amtes des Lordsiegelbewahrers (Lord Privy Seal) war Sir Kingsley Wood zuletzt von 1940 bis zu seinem Tod Schatzkanzler (Chancellor of the Exchequer) in der Regierung von Premierminister Winston Churchill. In dieser Funktion führte er die einkommensabhängige Einkommensteuer (pay-as-you-earn-income tax) ein.